# Jamila Afghani

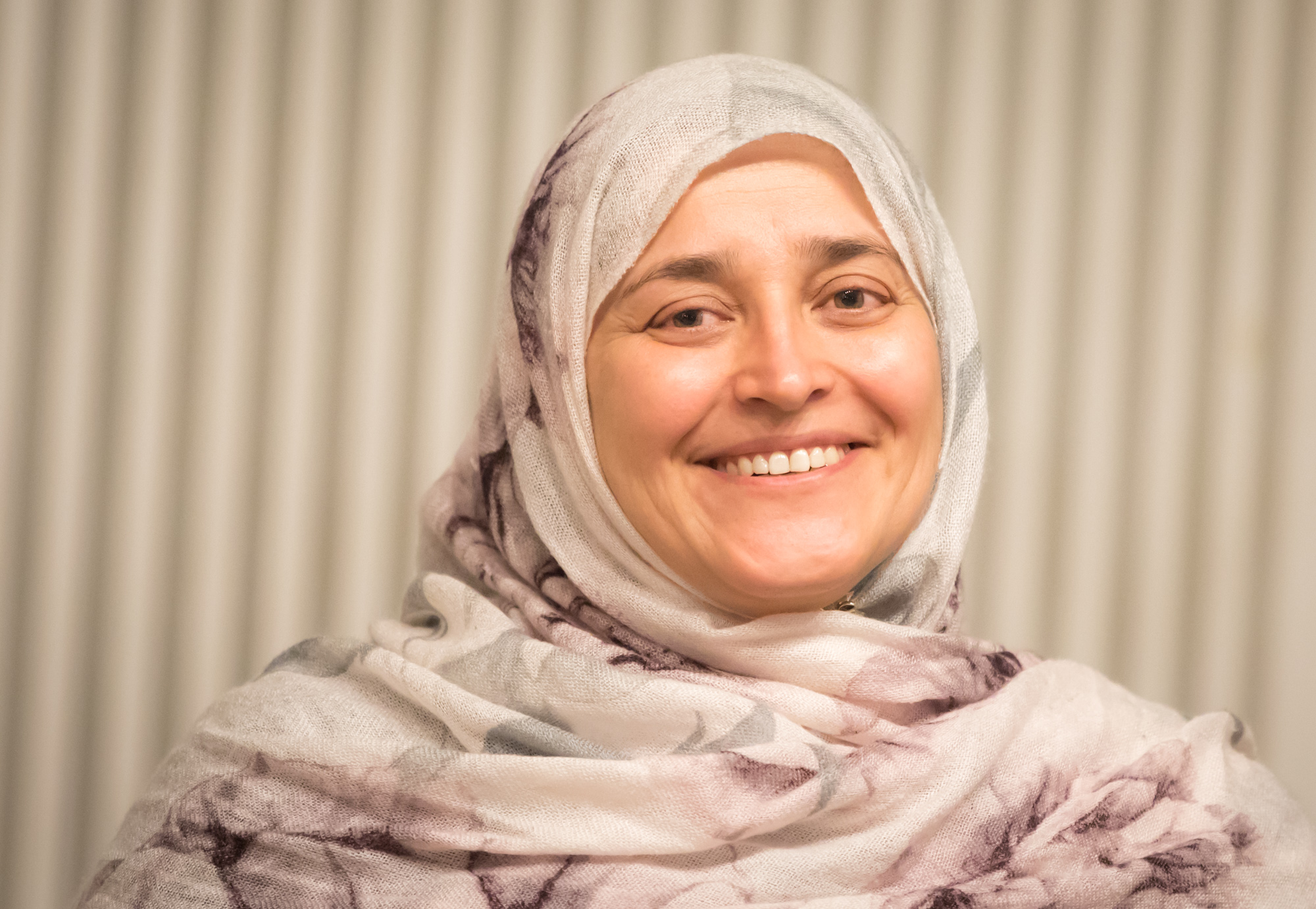
Jamila Afghani 2020

Jamila Afghani (paschtunisch جمیله افغانی, persisch جمیله افغانی; * 1976 in Kabul) ist eine afghanische Friedensaktivistin und Frauenrechtlerin. Sie ist Gründerin und Vorsitzende der Noor Educational and Capacity Development Organization (NECDO) sowie Vorstandsmitglied des Dachverbandes Afghan Women's Network (AWN). Seit 2019 ist sie Direktorin von Medica Afghanistan, der afghanischen Partnerorganisation von medica mondiale. Darüber hinaus war sie eine der Teilnehmerinnen bei den intra-afghanischen Gesprächen mit den Taliban im Jahr 2019. Im Jahr 2022 wurde Jamila Afghani mit dem Aurora-Preis zur Förderung der Menschlichkeit ausgezeichnet.

## Leben
Jamila Afghani wurde 1976 als eine von fünf Töchtern und mehreren Brüdern in eine privilegierte Familie aus Ghazni, die in Kabul lebte, geboren. Ihr Vater war im Import-/Export-Geschäft tätig, lebte als konservativer Muslim und verwehrte – trotz der etwas liberaleren Atmosphäre 1970er in Kabul – seinen Töchtern eine Schulbildung. Als Säugling oder Kleinkind erkrankte Jamila an Polio, von der eine Gehbehinderung und eine Skoliose zurückblieb, was sie körperlich und seelisch stark belastete, da sie nicht an den Aktivitäten ihrer Geschwister teilnehmen konnte. Ein Arzt empfahl, sie zur Schule zu schicken, um sie von den Schmerzen abzulenken.
Im Jahr 1989 floh die Familie vor den Sowjets nach Pakistan, wobei ihr Onkel an der Grenze erschossen und Jamila selbst mit einem Kopfschuss verletzt wurde, der zu bleibenden Hörschäden führte. In Peshawar versuchte der Vater sein Geschäft wiederzubeleben und sie konnte wieder die Schule besuchen, später auch ein Studium aufnehmen – wenn auch gegen den entschiedenen Widerstand innerhalb ihrer Familie. Sie lernte unter anderem Englisch, Urdu und Arabisch und machte 1999 ihren Masterabschluss im Fach Internationale Beziehungen an der Universität Peshawar; einen weiteren Master hat sie in islamischem Recht. Neben ihrem Studium schrieb sie unter Pseudonym Artikel etwa über Frauenrechte oder die Situation der afghanischen Flüchtlinge in Pakistan.
Als sich die Situation in den Flüchtlingslagern Pakistans massiv verschlechterte, begann sie mit Hilfsaktionen in den Camps. Sie gab Alphabetisierungskurse und gründete eine erste Bildungsorganisation, die Noor Educational and Capacity Development Organization (NECDO).
Nach dem Ende des Talibanregimes 2001 in Afghanistan kehrte sie mit der NECDO zurück nach Afghanistan, um mit ihrem Bildungsprogramm größere Empfängergruppen anzusprechen. Im selben Jahr (oder 2002) gründete sie das Noor Educational Centre (NEC), bei dem der Fokus auf Alphabetisierung und auch religiöser Bildung für Frauen und Kinder, aber auch Gebärdensprache, Konfliktlösung, Genderfragen geht. Es geht Afghani unter anderem darum, dass Frauen durch eigenes Koranstudium lernen, welche Rechte sie im Islam haben und dass häusliche Gewalt nicht durch Religion legitimiert ist. Nach zehn Jahren wirkte die NGO an vier Standorten in Afghanistan und hatte 47 Angestellte. Von der NECDO eingerichtete Bibliotheken in mehreren Provinzen Afghanistans erreichten eine bis zu 70 % weibliche Mitgliedschaft, indem Jungen mit kleinen Geschenken dafür belohnt wurden, wenn sie Mädchen und Frauen als Büchereimitglieder anwarben.
Ein bekanntes Projekt Jamila Afghanis und ihrer Organisation waren geschlechtersensibles Trainings für afghanische Imame. Gemeinsam wurden Freitagspredigten entwickelt, in denen sich die Prediger für Frauenrechte einsetzen und sich öffentlich und klar gegen häusliche Gewalt, Zwangsverheiratungen, Vergewaltigungen und andere Menschenrechtsverletzungen an Frauen positionieren. Das Projekt fand weite Verbreitung und erreichte die Teilnahme von bis zu 6000 Imamen.
Jamila Afghani gründete das Karamah Network of Advocacy and Human Rights, in dem 1000 Imame beteiligt waren und ist Vorstandsmitglied des Dachverbandes Afghan Women's Network (AWN).
2019 wurde sie als Direktorin für die afghanische Partnerorganisation von Medica mondiale gewonnen, die psychosoziale und traumasensible Beratung für Frauen mit Gewalterfahrung durchführt.
Jamila Afghani war Teilnehmerin der intra-afghanischen Gespräche im Juli 2019 in Doha zwischen Vertretern der afghanischen Gesellschaft und den Taliban. Vor der dem Sicherheitsrat der Vereinten Nationen sprach sie im Juni 2019 als Vertreterin der Women’s International League for Peace and Freedom-Afghanistan. In Bezug auf die mögliche Aufnahme von Verhandlungen mit den Taliban forderte sie, dass potentielle Friedensverhandlungen nicht auf Kosten der erreichten Frauenrechte gehen dürften:

„The international community must stand with us at this crucial moment and ensure that our rights will not be compromised for a political peace deal or after a settlement is reached“

## Auszeichnungen
- 2010: Peacemakers in Action Award des Tanenbaum Center for Interreligious Understanding[4]
- 2017: Finalistin Aurora-Preis zur Förderung der Menschlichkeit 2017[15]
- 2022: Aurora-Preis zur Förderung der Menschlichkeit (nach einer erneuten Nominierung im Jahr 2021)[16]